# Vacances de M. Davidson
Vacances de M. Davidson (Flaming Fathers) est un film américain de Leo McCarey et Stan Laurel sorti en 1927.

## Fiche technique
- Titre original : Flaming Fathers
- Titre français : Vacances de M. Davidson
- Réalisation : Leo McCarey et Stan Laurel
- Producteur : Hal Roach
- Société de production : Hal Roach Studios
- Société de distribution : Pathé Exchange
- Pays d’origine :  États-Unis
- Langue : Anglais
- Format : 1.33 : 1, 35mm, noir et blanc
- Durée : 23 minutes
- Date de sortie : 18 décembre 1927

## Distribution
- Max Davidson : papa Gimplewart
- Martha Sleeper : fille
- Tiny Sandford : policier
- Lillian Leighton : Mère
- Eddie Clayton : Rollo
- Charles King : Pic-niqueur